# Сандуковский, Эзар Владимирович
Эзар Владимирович Сандуковский (1927—2016) — инженер путей сообщения, метростроитель, лауреат Государственной премии СССР (1976), Заслуженный строитель РСФСР.

## Семья
Отец: Сандуковский Владимир Лазаревич (Гдаль Эйзерович) (1898—1955) происходил из семьи купцов первой гильдии Киева.
Инженер-дорожник. Работал в Главном управлении шоссейных дорог (ГУШОСДОР) НКВД-МВД СССР (1936—1955). Был репрессирован в 1937 году. Реабилитирован и освобождён в 1939 году. Участник Великой Отечественной войны. Инженер-подполковник. «Почётный дорожник НКВД СССР» (1945).

Мать: Крамер-Сандуковская Полина (Ревекка) Иосифовна (1900–1985), врач-стоматолог.

Дядя по отцовской линии: Сандуковский Илья Эйзерович — известный советский детский хирург.

Жена: Брискман Елена Ароновна, инженер-проектировщик.

Сын Александр.

## Биография
Член КПСС 1952 – 1991г.
В 1951 окончил МИИТ по специальности "Мосты и тоннели"
По окончании института направлен на строительство железнодорожного тоннеля «Абакан-Тайшет» в ТОННЕЛЬНЫЙ ОТРЯД №1
- 1951—1952 гг. — прораб,
- 1952—1953 гг. — начальник порталов

В 1953 году переведен на работу в Московский Метрострой.
С 1953 г. по 1972 г. в СМУ-5 Мосметростроя:
- 1953–1956 гг. – прораб,
- 1956–1959 гг. – начальник участка,
- 1959–1964 гг. – заместитель главного инженера строительно-монтажного управления (СМУ),
- 1964–1972 гг. – главный инженер СМУ.

В 1972 г. назначен на должность заместителя начальника Московского Метростроя  
С 1982 по 2002 г.  Первый Заместитель Начальника Московского Метростроя
С 2002 по 2012 гг. — советник Президента НПО «Космос».
С 2012 года на пенсии.

## Метростроение
За время работы в Московском Метрострое принимал непосредственное участие и руководил строительством 124-х станций  Московского Метрополитена, в том числе Арбатская, Студенческая, Фили, Пионерская, Кировская (реконструкция), Лубянка (реконструкция), Университет, Войковская, Водный Стадион, Речной Вокзал, Китай-город, Октябрьская, Рижская, Новые Черемушки, Шаболовская, Чеховская, Кузнецкий Мост, Пушкинская, Полежаевская, продления Замоскворецкого радиуса от ст. Красногвардейская до ст. Кантемировская, продления Сокольнической Линии от ст. Преображенская пл. до ст. ул. Подбельского, продления Калужско-рижского радиуса от ст. ВДНХ до ст. Медведково и от ст. Калужская до ст. Новоясеневская, Калининской линии от ст. Новогиреево до ст. Академика Янгеля (30 станций) Люблинско-Дмитровской линии от ст. Сретинский Бульвар до ст. Борисово.
Строительство Центрального Пересадочного Узла.
Сооружение более 600 км. перегонных тоннелей.
Строительство 8 депо Московского Метрополитена.
Строительство станции Метрополитена «Московская» в Праге (переименована в Андел).

## Прочие объекты
Помимо метростроения, участвовал и руководил строительством городских объектов:
Реконструкция ГУМа, 1960 г.
Строительство автодорожных тоннелей и развязок на Ленинградском шоссе (1960 г.), пл. Маяковского (Садовое кольцо, 1961 г.)
Реконструкция Манежной площади (1997 г.)
Строительство Олимпийской деревни на ул. Удальцова (1998 г.).
Строительство Кутузовской развязки 3 транспортного кольца (2000 г.)
С 2002 г. перешёл на работу в НПО «Космос» советником Президента НПО «Космос» по строительству.
За период с 2002 по 2012 г. участвовал в строительстве  Лефортовской,  Сущевской,  Ходынской, Ленинградской , Волоколамской, Алабяно-Балтийской автодорожных тоннельно-эстакадных развязок.
Автор научных статей и монографий, 16 изобретений и 45 рацпредложений.

## Награды и звания
Кандидат Технических Наук
Государственные награды Российской Федерации и СССР
Ордена
Российская Федерация
Орден «Почета»
СССР
Орден «Трудового Красного Знамени»
Два Ордена «Знак Почета»
Орден «Дружбы Народов»
Медали
За доблестный труд. В ознаменование 100-летия со дня рождения В.И.Ленина
Ветеран Труда
300 лет Российскому Флоту
В память 850 летия Москвы
Премии
Лауреат Государственной Премии СССР (1976 г.)
Звания
Заслуженный Строитель РСФСР
Поощрения
Знак отличия «Изобретатель СССР»
Четыре золотые и три серебряные медали ВДНХ СССР
Благодарность Президента Российской Федерации
Награды и поощрения субъектов Российской Федерации
Знак отличия «За безупречную службу городу Москве ХХХ лет»
Звание «Почетный строитель города Москвы»
Почетная Грамота Моссовета
Почетная грамота Мэра Москвы
Ведомственные и отраслевые награды
Почетная Грамота МВД СССР
Звание «Почетный Транспортный Строитель» (Министерство транспортного строительства СССР)
Знак отличия «Почетному Железнодорожнику» (Министерство путей сообщения СССР)
Памятная медаль «100 лет со дня рождения Кожевникова» (Министерство транспорта России)
Общественные награды
Постоянного Президиума Съезда народных депутатов СССР
Медаль «50 лет Побе́ды в Вели́кой Оте́чественной войне́ 1941—1945 гг.» (1995г)
Медаль «Маршал Советского Союза Жуков»  (1997г)
Медаль «80 лет Великой Октябрьской Социалистической Революции» (1997г)

## Фотографии
- Портрет
- В кабинете на Цветном Бульваре
- Могила